# Cayla Francis
Cayla Francis, coniugata George (Mount Barker, 1º maggio 1989), è una cestista australiana, professionista nella WNBA.

## Carriera
Con l'Australia ha disputato due edizioni dei Giochi olimpici (Rio de Janeiro 2016, Tokyo 2020), tre dei Campionati mondiali (2014, 2018, 2022) e i Campionati oceaniani del 2013 e i Campionati asiatici del 2019.

## Palmarès
- Campionato WNBA: 1

Las Vegas Aces: 2023